# Pedicularis rohtangensis
Pedicularis rohtangensis är en snyltrotsväxtart som beskrevs av B.S. Aswal, A.K. Goel och B.N. Mehrotra. Pedicularis rohtangensis ingår i släktet spiror, och familjen snyltrotsväxter. Inga underarter finns listade i Catalogue of Life.